# Бьюзен, Тони
То́ни Бьюзе́н (Бузан, Бюзан) (англ. Tony Buzan, 2 июня 1942, Лондон — 13 апреля 2019) — британский психолог, автор методики запоминания, творчества и организации мышления «карты ума (памяти)» (англ. mind maps). Автор и соавтор более восьмидесяти книг.

## Биография
Бьюзен родился в Лондоне в 1942 году, в возрасте одиннадцати лет переехал вместе с семьёй в Ванкувер, Канада. Мать работала стенографисткой в суде, отец был инженером-электриком. Младший брат — Барри Бузан.
В 1964 году Тони Бьюзен получил двойной диплом с отличием в области психологии, английского языка, математики и общих наук в «Университете Британской Колумбии».
После колледжа Бьюзен работал разнорабочим на ферме и на стройке.
В 1966 году переехал в Лондон и начал работать в журнале Intelligence, выпускавшийся «Менса» — сообществом объединяющим людей с высоким интеллектом, с которым он стал сотрудничать во время учёбы в колледже.
Одновременно работал внештатным преподавателем в школах бедных районов восточного Лондона.

## Деятельность
Большая часть его преподавательской деятельности в целом делится на:
- общее понимание широких возможностей и потенциалов мозга и его функций,
- навыки памяти,
- навыки чтения,
- творческий подход,

и как функция головного мозга может быть улучшена в пожилом возрасте.
Тони Бьюзен — автор книг, касающихся мозга, духовного интеллекта, памяти, креативности и скорости чтения, в том числе «Книга интеллект-карт: разветвленное мышление», «Научите себя думать», «Подключай свою память», «Используй на полную мощность и тело, и дух», «Руководство по развитию способностей к учёбе для будущего поколения».
Всего он автор и соавтор 83-х книг, включая четыре тома поэзии.
Бьюзен — основатель и президент «The Brain Foundation» и «Mind Sports Olympiad».
По-русски книги Бьюзена выходили в самиздате с 1983 года, с 1997 — регулярно печатаются в странах СНГ.

## Оценки
По мнению Д. Фоера, Бьюзена отличал широкий круг интересов: он занимался в школе танцев, пишет музыку, под псевдонимом «Маугли» писал истории про животных, писал стихи, как дизайнер создавал собственную одежду и мебель для своего дома.